# Chérif Mennoubi
Chérif Mennoubi, nacido el 25 de julio de 1957 en Batna, es un escultor y pintor de Argelia.

## Datos biográficos
Biografía
Desde su juventud se interesó por la pintura tradicional Aurasiana. Sus inicios se remontan a 1971. Influido por su padre, que era artista, Cherif Mennoubi mostró muy temprana pasión por la pintura.
Cherif Mennoubi ha entrenado a muchos pintores jóvenes de la ciudad de Batna que más tarde se inscribieron en la Escuela Regional de Bellas Artes de Batna. Su estilo se convirtió en una inspiración para muchos otros artistas de Argelia.
Es el consejero cultural  de la Casa de la Cultura de Batna; Cherif Mennoubi ha participado en varios festivales nacionales e internacionales ( Argel, Batna, Tebessa, Constantina, Orán, Tlemcen, Oum-El-Bouaghi, Souk-Ahras, Francia, Turquía, Estados Unidos). Il a été à maintes reprises auréolé de prix. Ha obtenido gran cantidad de premios.

## Exposiciones
- 1969: Primer premio del  16 de abril (Youm El-Ilam)
- 1975: Primer premio del challenge des Aurès (APC) Batna
- 1975: Felicitación del presidente Houari Boumediene(1932 - 1978)
- 1979: Segundo premio en escultura y premio de consolación en pintura del gran concurso del 25 aniversario del 1 de noviembre de 1954
- 1979-1980-1982-1989: Exposiciones en la casa de la cultura en  Batna
- 1980: Exposiciones del festival de Timgad internacional de las artes populares
- 1980-1981-1983: Festival nacional e internacional de Souk-Ahras
- 1980: semana cultural Batna, Constantina, Orán, Argel, Tlemcen y Oum-El-Bouaghi
- 1986: Festival internacional (de los jóvenes talentos) Tébessa
- 1980-1996: Semana cultural de Batna en Argel
- 1996: Semana cultural (sala El Mouggar, Argel).

### Exposiciones internacionales
1. 1977: representante de Argelia en Turquía (Ankara), Aurès
2. 1986: entrevista con la televisión France 2
3. 1982-1992: Presentación de tres documentales sobre el artista
4. 1993: Exposición internacional de todos los artistas del mundo en (Washington) EUA galería Very arts Kennedy